# Grand Prix automobile de Caen 1954
Le troisième Grand Prix de Caen est une course automobile, disputée selon les règles de la Formule 1, organisée le 25 juillet 1954 sur le Circuit de la Prairie à Caen. La course s'est déroulée sur 60 tours de circuit et a été remportée par le pilote français Maurice Trintignant sur une Ferrari 625, parti de la pole position, devant le britannique Stirling Moss sur une Maserati 250F, arrivé deuxième après avoir réalisé le meilleur tour. Le pilote Gordini Jacques Pollet et Jean Behra terminent ex-équo à la troisième place sur le podium, bien que ce dernier ait écrasé sa propre voiture plus tôt dans la course,.

## Classement
| Pos | No. | Pilote                    | Équipe                    | Constructeur    | Temps/Abandon                    | Position sur la grille |
| --- | --- | ------------------------- | ------------------------- | --------------- | -------------------------------- | ---------------------- |
| 1   | 8   | Maurice Trintignant       | Scuderia Ferrari          | Ferrari 625     | 1 h 29' 01, 142.02 km/h          | 1                      |
| 2   | 14  | Stirling Moss             | Officine Alfieri Maserati | Maserati 250F   | +3"6                             | 2                      |
| 3   | 6   | Jacques Pollet Jean Behra | Équipe Gordini            | Gordini Type 16 | +2 tours                         | 6                      |
| 4   | 20  | Prince Bira               | Prince Bira               | Maserati 250F   | +3 tours                         | 8                      |
| 5   | 10  | Louis Rosier              | Équipe Rosier             | Ferrari 625     | +4 tours                         | 9                      |
| Ab  | 12  | Robert Manzon             | Équipe Rosier             | Ferrari 625     | 38 tours, pignon de distribution | 7                      |
| Ab  | 4   | Clemar Bucci              | Équipe Gordini            | Gordini Type 16 | 28 tours, tuyau d'huile          | 4                      |
| Ab  | 18  | Harry Schell              | Harry Schell              | Maserati A6GCM  | 24 tours, volant                 | 5                      |
| Ab  | 2   | Jean Behra                | Équipe Gordini            | Gordini Type 16 | 4 tours, accident                | 3                      |
| DNS | 16  | Roberto Mieres            | Écurie Maserati Argentino | Maserati A6GCM  | voiture pas prête                | -                      |